# Collectivité à statut particulier
Une collectivité à statut particulier est, en France, une collectivité territoriale qui relève de l'article 72 de la Constitution sans être une commune, un département ou une région ni une collectivité d'outre-mer régie par l'article 74 de la Constitution.
Les collectivités à statut particulier peuvent être des collectivités territoriales uniques issues de la fusion d'une région et d'un ou plusieurs départements (Corse) ou être issues d'une reconfiguration différente (Ville de Paris, métropole de Lyon).
Cette notion, déjà reconnue auparavant par le Conseil constitutionnel, a été inscrite dans la Constitution en 2003.

## Collectivités à statut particulier qualifiées comme telles par le code général des collectivités territoriales
Le code général des collectivités territoriales attribue la qualification de « collectivité à statut particulier au sens de l'article 72 de la Constitution » à trois collectivités territoriales.
| Collectivité          | Date de création | CGCT            | Issue de                                                                                           | Assemblée délibérante   | Exécutif                             |
| --------------------- | ---------------- | --------------- | -------------------------------------------------------------------------------------------------- | ----------------------- | ------------------------------------ |
| Collectivité de Corse | 1er janvier 2018 | Art. L4421-1    | Fusion de la collectivité territoriale de Corse et des départements de Haute-Corse et Corse-du-Sud | Assemblée de Corse      | Conseil exécutif de Corse            |
| Métropole de Lyon     | 1er janvier 2015 | Art. L3611-1    | Fusion de la communauté urbaine de Lyon et d'une partie du département du Rhône                    | Conseil de la métropole | Président du conseil de la métropole |
| Ville de Paris        | 1er janvier 2019 | Article L2512-1 | Fusion du département et de la commune de Paris                                                    | Conseil de Paris        | Maire de Paris                       |

### Collectivité de Corse
En métropole, la collectivité territoriale de Corse a longtemps été la seule collectivité à statut particulier. Depuis la loi NOTRe, la « collectivité de Corse » a remplacé depuis 2018 la collectivité territoriale de Corse (CTC) ainsi que les départements de Corse-du-Sud et de Haute-Corse et exerce donc, en tant que collectivité territoriale unique, les compétences régionales et départementales.

### Métropole de Lyon
La loi MAPTAM crée le 1er janvier 2015 la métropole de Lyon qui remplace la communauté urbaine de Lyon et, dans le territoire de celle-ci, la collectivité départementale du Rhône. 

### Ville de Paris
La loi no 2017-257 crée en 2019 la Ville de Paris. Précédemment, Paris constituait un cas particulier où les compétences du département de Paris et de la commune de Paris étaient exercés par le Conseil de Paris et le maire de Paris,,.

## Les collectivités territoriales uniques
Si le code général des collectivités territoriales ne donne explicitement la qualification de collectivité à statut particulier qu’à trois collectivités, d'autres sources l’attribuent également aux collectivités territoriales uniques dans leur ensemble.
L’INSEE reconnaît ainsi six « collectivités territoriales à statut particulier », auxquelles une numérotation spécifique est attribuée : la Ville de Paris (75C), le Département de Mayotte (976D), la Métropole de Lyon (69M), les collectivités territoriales uniques de Martinique (972R) et de Guyane (973R), enfin la Collectivité de Corse (20R).
De même, l'administration centrale reconnaît les collectivités territoriales uniques comme des collectivités à statut particulier, ce qui conduit à la même liste de six collectivités.
À Mayotte depuis 2011, ainsi qu'en Guyane et en Martinique depuis 2015, les conseils généraux et régionaux ont fusionné pour constituer trois collectivités territoriales uniques, régies par l'article 73 de la Constitution.

## Autres collectivités ayant des particularités
D'autres collectivités ont des statuts ou compétences particulières, sans pouvoir toutefois être incluses dans la liste des collectivités à statut particulier au sens de l'article 72 de la Constitution.

### Collectivité européenne d'Alsace
Le code général des collectivités territoriales prévoit que « les départements du Bas-Rhin et du Haut-Rhin sont regroupés sous le nom de « Collectivité européenne d'Alsace ». Ce regroupement est intervenue au 1er janvier 2021 et cette nouvelle collectivité exerce les compétences départementales ainsi que certaines compétences particulières, tout en continuant à faire partie de la région Grand Est,. Cette collectivité, tout en ayant certaines caractéristiques d'une région, relève de la catégorie juridique des départements et ne constitue pas une collectivité à statut particulier.

### Collectivitésui generisde Nouvelle-Calédonie
La Nouvelle-Calédonie dispose d'un statut sui generis prévu par le titre XIII de la Constitution qui lui est propre.